# Lama vermelha

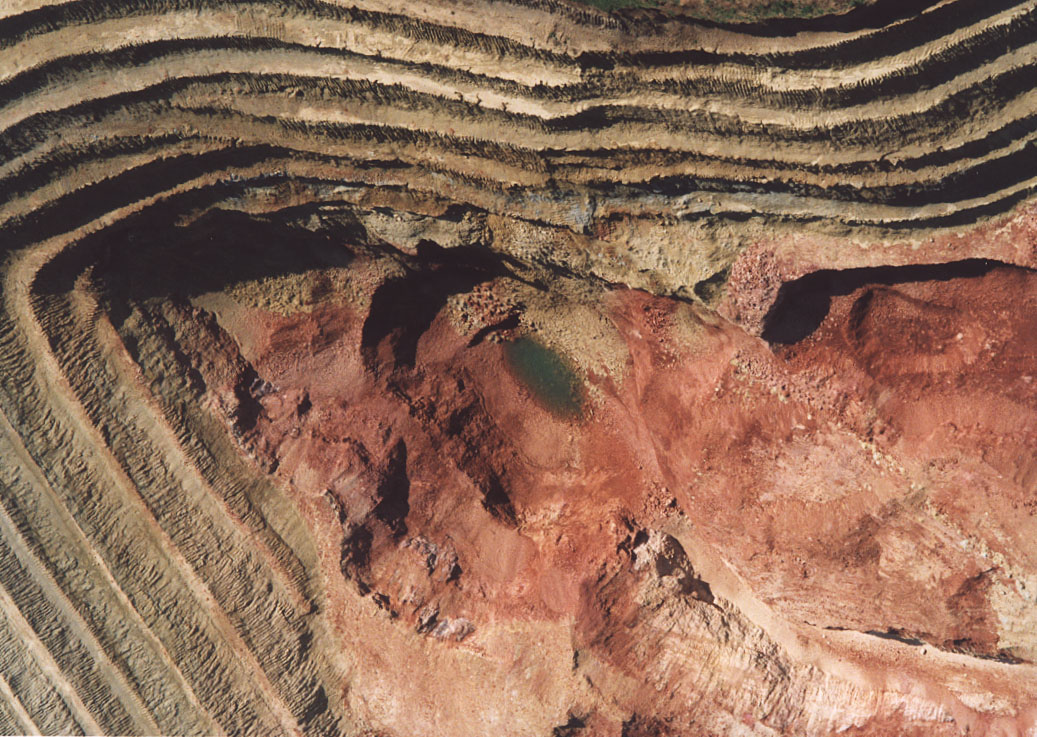
Extração de bauxita: A lama vermelha é composta por resíduos tóxicos da transformação de bauxita em alumínio

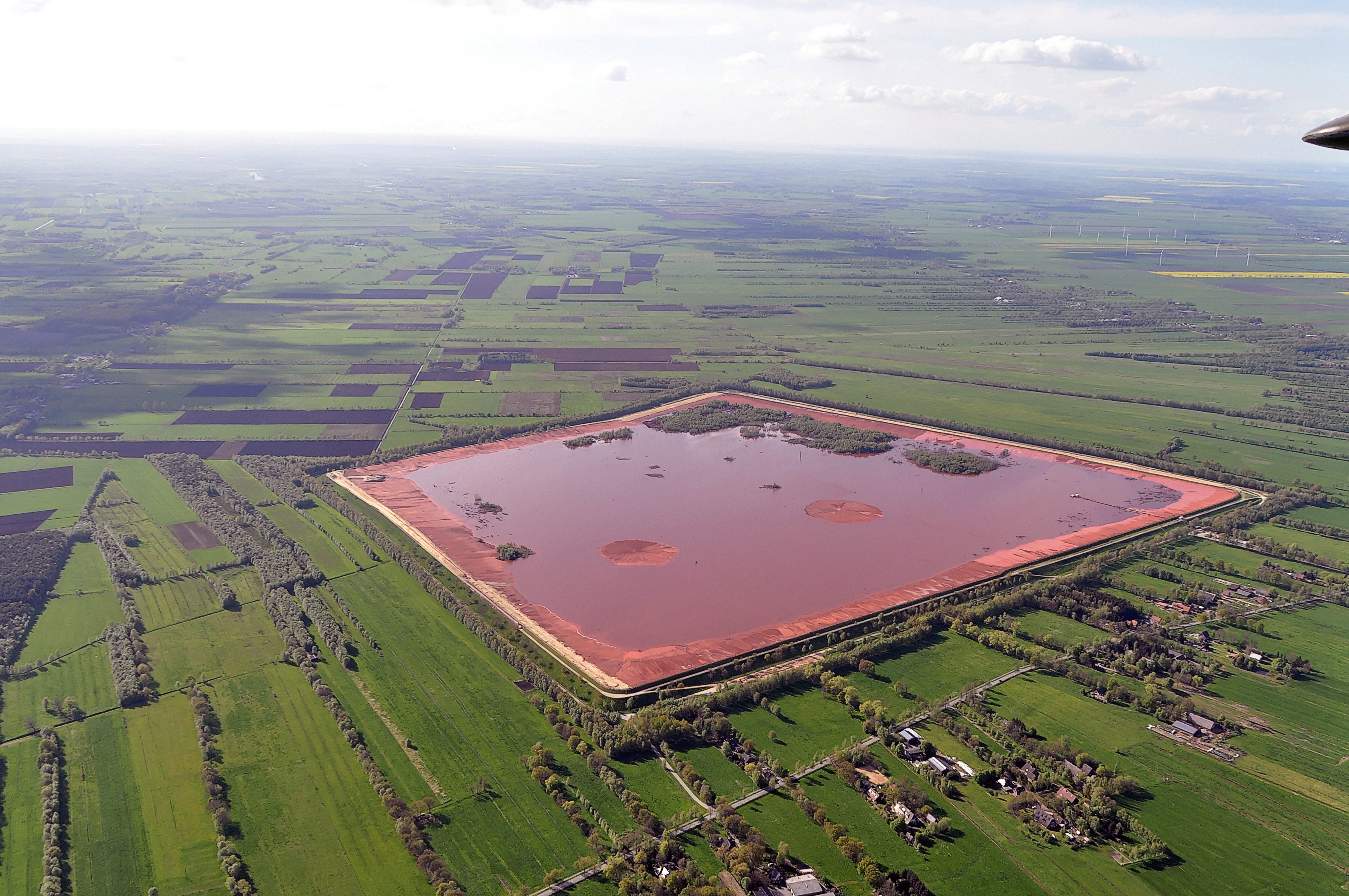
Lama vermelha próxima a Stade

A lama vermelha é um resíduo poluente, de coloração vermelha, produzido pelo processamento de bauxita.

## Composição
Sua composição varia conforme o método de fabricação: em média 24-45% de óxidos de ferro, 15-28% de óxido de alumínio, 3-11% de dióxido de titânio, 50-20% de sílica, 5-12% de óxido de sódio e 1-3% de óxido de cálcio. Em quantidades inferiores a 1% encontra-se gálio, vanádio e terras raras. O hidróxido de sódio (soda cáustica) faz com que a lama seja altamente corrosiva.

## Impacto Ambiental
- Alta concentração de hidróxido de sódio é perigosa. Os efeitos são de curto prazo, pois se dilui em água. Mas o efeito corrosivo destrói a vegetação.
- Metais pesados contaminam solo e lençóis freáticos. Pode comprometer o abastecimento de água potável. Beber água contaminada com metais pesados pode acarretar doenças e danos neurológicos, cardiovasculares, metabólicos e genéticos. Seres humanos se contaminam ao consumir alimento feito a partir de animais contaminados.

## Utilização
- Produção de titânio
- Compostos betuminosos, para construção de estradas
- Produção de aço